# Dorcadion murrayi
Dorcadion murrayi är en skalbaggsart som beskrevs av Küster 1847. Dorcadion murrayi ingår i släktet Dorcadion och familjen långhorningar. Inga underarter finns listade i Catalogue of Life.